# 酉阳站
酉阳站，位于中华人民共和国重庆市酉阳土家族苗族自治县龙潭镇，是渝怀铁路上的火车站，建于2005年，是成都铁路局涪陵车务段管辖的三等站。

## 車站周邊
- 酉阳县第二法院
- 渤海中学
- 重庆农村商业银行渤海分理处

## 歷史
- 建于2005年。
- 2020年车站新增2条到发线和1座站台[4]。